# Демидов, Иван Григорьевич
Иван Григорьевич Демидов (7 января 1914, Нагорское, Тобольская губерния — 6 мая 1968, Курган) — советский военнослужащий. В Рабоче-крестьянской Красной Армии и Советской Армии служил с 1939 по 1946 год. Участник Великой Отечественной войны. Полный кавалер ордена Славы. Воинское звание — гвардии сержант. После войны работал кузнецом на Курганском заводе дорожных машин.

## Биография

### До призыва на военную службу
Иван Григорьевич Демидов родился 7 января 1914 года (но согласно наградным документам к орденам Славы II и III степени и последующим публикациям родился в 1919 году) в крестьянской семье в деревне Нагорской Утятской волости Курганского уезда Тобольской губернии, ныне село Нагорское входит в Притобольный муниципальный округ Курганской области Российской Федерации. Русский.
До призыва на военную службу работал грузчиком на Челябинском заводе ферросплавов (ныне Челябинский электрометаллургический комбинат).

### На фронтах Великой Отечественной войны
В ряды Рабоче-крестьянской Красной Армии И. Г. Демидов был призван Сталинским районным военкоматом города Челябинска в сентябре 1939 года. В действующей армии красноармеец И. Г. Демидов с июня 1941 года. Не позднее чем с мая 1942 года воевал в должности кладовщика 39-го отдельного дивизиона бронепоездов на Брянском, а затем Воронежском фронтах. В 39-й отдельный дивизион бронепоездов входили лёгкие бронепоезда «Большевик Урала» и «Лазарь Каганович». Бронепоезд, на котором служил красноармеец Демидов, прикрывал объекты железнодорожной инфраструктуры от налётов вражеской авиации, вёл восстановительные работы на повреждённых участках железной дороги, а также оказывал огневую поддержку стрелковым подразделениям. В июле 1942 года под Старым Осколом дивизион попал в окружение. По приказу его командира бронепоезда были взорваны, а их личный состав вынужден был самостоятельно прорываться из кольца. Иван Григорьевич прибился к одному из стрелковых полков 160-й стрелковой дивизии, также попавшему в оперативное окружение, и вместе с ним вышел к своим. В августе 1942 года он участвовал в оборонительных боях на Дону, где 17 числа был тяжело ранен и эвакуирован в госпиталь.

### На Курской дуге
Несколько месяцев Иван Григорьевич провёл на больничной койке, затем из батальона выздоравливающих он был направлен на артиллерийские курсы. Вновь в действующей армии младший сержант И. Г. Демидов с марта 1943 года в должности наводчика артиллерийского орудия 566-го артиллерийского полка 160-й стрелковой дивизии Воронежского фронта, который 18 апреля был преобразован в 196-й гвардейский в составе 89-й гвардейской стрелковой дивизии. В преддверии Курской битвы гвардейцы полковника М. П. Серюгина заняли позиции на рубеже Шопино—Хохлово к северу от Белгорода. 9 июля противник на участке обороны 196-го гвардейского артиллерийского полка бросил в бой до двух батальонов пехоты при поддержке 15 тяжёлых танков «Тигр» и самоходных артиллерийских установок. Это была первая встреча Ивана Григорьевича с тяжёлыми немецкими танками, которую он запомнил на всю жизнь. Головная немецкая машина надвигалась прямо на его орудие. Она была уже совсем близко от огневой позиции гвардии младшего сержанта Демидова, когда командир орудия отдал команду «Огонь!». Первый снаряд срикошетил от прочной лобовой брони «Тигра», но гвардейцы-артиллеристы не запаниковали. Расчёт действовал быстро и слаженно, и вторым выстрелом Иван Григорьевич уничтожил немецкую машину.
Ожесточённое сражение в районе Хохлово, а позднее у Чурсино и Шахово продолжалось несколько дней. В расчёте, в составе которого воевал гвардии младший сержант И. Г. Демидов, осталось всего два бойца. Ивану Григорьевичу пришлось работать за наводчика, заряжающего и подносчика снарядов, но его орудие работало бесперебойно. К 14 июля на свой боевой счёт он записал ещё один уничтоженный немецкий танк и самоходную артиллерийскую установку, а также нанёс врагу большой урон в живой силе. Тем не менее, немецким войскам удалось потеснить стрелковые части, и артиллеристам пришлось отходить из полуокружения на заранее подготовленные позиции. 18 июля 89-я гвардейская стрелковая дивизия в составе 69-й армии была передана Степному фронту и 3 августа перешла в наступление в рамках Белгородско-Харьковской операции. В составе своего подразделения И. Г. Демидов принимал участие в освобождении Белгорода и Харькова. После завершения операции «Полководец Румянцев», гвардейская дивизия полковника М. П. Серюгина вошла в состав 37-й армии и принимала участие в Полтавско-Кременчугской операции Битвы за Днепр.

### Битва за Днепр
Разгромив немецкие войска на Курской дуге, Красная Армия начала освобождение Левобережной Украины. На всём протяжении пути от реки Мерефы до Днепра гвардии младший сержант И. Г. Демидов находился в боевых порядках пехоты и метким огнём своего орудия неоднократно способствовал отражению вражеских контратак и подавлял огневые средства противника, мешавшие продвижению стрелковых подразделений. Прорвав последний оборонительный рубеж немцев на подступах к Днепру на рубеже Саловка—Карповка, 29 сентября 1943 года передовые части 89-й гвардейской стрелковой дивизии вышли на берег реки в районе населённого пункта Келеберда, и форсировав водную преграду, захватили небольшой плацдарм у озера Червяково-Речице в районе села Успенка. Командование дивизии хорошо понимало, что удержать плацдарм штурмовым отрядом без поддержки артиллерии будет чрезвычайно сложно. Несмотря на отсутствие в дивизии переправочных средств, командир 196-го гвардейского артиллерийского полка гвардии майор А. И. Людвиновский получил приказ любым способом переправить орудия на правый берег Днепра. В ход пошли подручные средства. Командир орудия 5-й батареи гвардии сержант А. Д. Базаров и наводчик орудия гвардии младший сержант И. Г. Демидов соорудили плот из пустых бочек и нескольких брёвен и вечером 1 октября под интенсивным обстрелом со стороны противника форсировали водную преграду. Утром 2 октября противник бросил на ликвидацию плацдарма крупные силы пехоты при поддержке нескольких танков. Ожесточённый бой с численно превосходящим врагом шёл весь световой день. Орудие Демидова израсходовало почти весь боекомплект, подбив при этом два танка и истребив большое количество немецкой пехоты. К вечеру у 2-го орудия 5-й батареи осталось только два бойца — Базаров и Демидов, но противник не смог продвинуться вперёд ни на метр. С наступлением темноты немцы прекратили атаки, а на удержанный гвардейцами плацдарм начали переправу основные силы дивизии.
В 1943 или 1944 году Иван Григорьевич Демидов принят в члены ВКП(б), в 1952 году партия переименована в КПСС.

### Освобождение Правобережной Украины и Молдавии
Значительно улучшив свои позиции в ходе Нижнеднепровской операции и отразив контрудар противника под Киевом, советские войска создали благоприятные условия для дальнейшего наступления на Правобережной Украине. Зимой-весной 1944 года 89-я гвардейская стрелковая дивизия сражалась на 2-м и 3-м Украинских фронтах. Гвардии младший сержант И. Г. Демидов принимал участие в Кировоградской, Корсунь-Шевченковской и Уманско-Ботошанской операциях. К середине апреля подразделения дивизии вышли на рубеж реки Реут на участке Оргеев—Фурчень и в течение июня-июля 1944 года значительно расширили плацдарм на её южном берегу. Отсюда ранним утром 23 августа 1944 года гвардейцы в составе 5-й ударной армии перешли в наступление в рамках Ясско-Кишинёвской операции. Прорвав сильно укреплённую оборону противника, вечером того же дня на плечах отступающего врага они ворвались в Кишинёв с севера. К утру 24 августа столица Молдавской ССР была полностью очищена от противника.
Продолжая наступление на запад, 89-я гвардейская стрелковая дивизия столкнулась с ожесточённым сопротивлением частей 6-й армии вермахта, попавших в оперативное окружение восточнее Кишинёва. Опираясь на заранее подготовленные позиции в районе деревни Васиены, 25 августа немцы крупными силами перешли в контратаку. В сложной боевой обстановке гвардии младший сержант И. Г. Демидов проявил инициативу: выдвинув своё орудие на прямую наводку, он открыл ураганный огонь по наступающей немецкой пехоте, нанося большой урон неприятелю в живой силе. Чтобы подавить орудие Демидова противник в свою очередь выдвинул на прямую наводку 75-миллиметровую пушку. В артиллерийской дуэли быстрее и точнее оказался расчёт Ивана Григорьевича. Вражеское орудие было разбито. Потеряв только от действий расчёта гвардии младшего сержанта Демидова до 40 человек убитыми и ранеными, немцы откатились на исходные позиции.
Утром следующего дня гвардейцы генерал-майора Серюгина начали штурм опорного пункта немецкой обороны. В бою за деревню Васиень наводчик орудия 5-й батареи И. Г. Демидов меткими выстрелами уничтожил два вражеских станковых пулемёта, мешавших продвижению стрелковых подразделений, подбил 3 автомашины с пехотой и грузами, истребил до 30 солдат и офицеров противника, чем способствовал освобождению населённого пункта. За воинскую доблесть и мужество, проявленные в бою, приказом от 1 сентября 1944 года Иван Григорьевич был награждён орденом Славы 3-й степени (№ 21542).

### На 1-м Белорусском
После завершения Ясско-Кишинёвской операции 5-я ударная армия была переброшена на 1-й Белорусский фронт. К началу 1945 года И. Г. Демидов получил звание гвардии сержанта и был назначен на должность командира артиллерийского орудия 5-й батареи 196-го гвардейского артиллерийского полка. В ходе начавшейся 14 января 1945 года Варшавско-Познанской операции стратегического Висло-Одерского плана Иван Григорьевич огнём орудия и колёсами способствовал продвижению на запад стрелковых подразделений своей дивизии. Его расчёт содействовал прорыву оборонительных линий противника в районе населённых пунктов Стшижина (Strzyżyna), Августув (Augustów), Боже (Boże) и Кшемень (Krzemień). 15 января вместе с передовыми частями 26-го гвардейского стрелкового корпуса гвардии сержант Демидов со своими бойцами форсировал реку Дыгу и вступил в бой с вражеским заслоном, прикрывавшим подходы к реке Пилице в районе населённого пункта Буды Михайловские (Budy Michałowskie). Противник пытался контратаковать части корпуса. Группа немецких танков и самоходных артиллерийских установок обошла позиции гвардейцев с фланга и атаковала их с тыла, но артиллеристы быстро развернули орудия и открыли огонь по вражеской бронетехнике. Расчёт гвардии сержанта Демидова подбил один немецкий танк, соседнее орудие гвардии старшего сержанта Базарова вывело из строя САУ. Остальные машины врага поспешно ретировались.
Отразив контрудар неприятеля и смяв его заслон у Буды Михайловской, подразделения 89-й гвардейской стрелковой дивизии вышли к Пилице, и форсировав водную преграду, закрепились на левом берегу реки. Следом за стрелковыми частями на плацдарм переправились артиллеристы 196-го гвардейского артиллерийского полка, которые сходу вступили в бой с контратакующими танками и пехотой противника. В ходе ожесточённой схватки расчёт гвардии сержанта И. Г. Демидова точными выстрелами подбил танк и бронетранспортёр врага, подавил огонь артиллерийской батареи и истребил 20 солдат и офицеров вермахта. К середине дня гвардейцы существенно расширили плацдарм в глубину, выйдя на подступы к населённому пункту Гурны (Michałów Górny). Противник создал здесь мощный узел обороны и шквальным огнём из крупнокалиберных зенитных установок и зенитных пушек типа ШВАК прижал наступающую советскую пехоту к земле. Выкатив пушки на прямую наводку, командиры орудий 5-й батареи Демидов и Базаров на двоих уничтожили и подавили две установки зенитной артиллерии и 7 "ШВАК"ов, истребив при этом до 30 немецких солдат и офицеров. К исходу дня части 89-й гвардейской стрелковой дивизии сломили сопротивление противника и вышли во фланг оборонявшихся в районе Промны (Promna) частей 8-го армейского корпуса немцев, чем содействовали наступлению частей соседнего 32-го гвардейского стрелкового корпуса и создали благоприятные условия для ввода в бой 2-й гвардейской танковой армии. За отличие в боях на реке Пилице приказом от 29 марта 1945 года гвардии сержант И. Г. Демидов был награждён орденом Славы 2-й степени (№ 15100).

### Берлинская операция
31 января 1945 года передовые части 5-й ударной армии вышли к Одеру северо-западнее города-крепости Кюстрина. До апреля 89-я гвардейская стрелковая дивизия вела бои за удержание и расширение плацдарма на правом берегу реки, получившего название «Кюстринский». С этого рубежа 15 апреля, за день до официального начала Берлинской операции, гвардейцы генерал-майора Серюгина начали наступление на Берлин. Прорвав одерский фронт, 22 апреля части дивизии вышли на подступы к столице Германии с северо-востока. В районе населённых пунктов Эйхе и Марцан противник остановил продвижение стрелкового подразделения заградительным артиллерийско-миномётным огнём, после чего силами до двух рот автоматчиков при поддержке нескольких бронетранспортёров перешёл в контратаку. Находившийся в боевых порядках своей пехоты гвардии сержант И. Г. Демидов смело выдвинул орудие навстречу врагу и открыл губительный огонь по контратакующему противнику, за короткое время уничтожив БТР, 3 пулемётные точки и более 10 вражеских солдат, чем способствовал отражению контратаки. На следующий день гвардейцы уже вели бои на улицах Берлина. Расчёт Ивана Григорьевича, сопровождавший одну из штурмовых групп, прицельной стрельбой подавлял огневые средства врага, разрушал его укрепления, помогал пехотинцам выбивать немецких автоматчиков и фаустников из опорных пунктов. В течение дня Демидов со своими бойцами под шквальным огнём пять раз выдвигался на открытую позицию и огнём прямой наводкой ликвидировал узлы сопротивления неприятеля. Слаженная боевая работа артиллеристов и пехотинцев позволила подразделению за день очистить от войск противника три городских квартала. 26 апреля орудие гвардии сержанта Демидова было обстреляно из засады с верхних этажей одного из строений. Достать врага артиллерийским огнём было невозможно. Вооружившись автоматами и гранатами, Иван Григорьевич с несколькими бойцами ворвался в здание. В ожесточённом бою артиллеристы уничтожили до 30 вражеских солдат, 7 из которых истребил лично Демидов, а также захватили в качестве трофеев 10 фаустпатронов и три пулемёта. Несколькими днями позже Иван Григорьевич был тяжело ранен. День Победы ему пришлось встретить в госпитале. За отличие в Берлинской операции указом Президиума Верховного Совета СССР от 15 мая 1946 года гвардии сержант И. Г. Демидов был награждён орденом Славы 1-й степени (№ 1060).

### После войны
После длительного лечения в госпитале в 1946 году Иван Григорьевич был демобилизован. Жил в Кургане. Долгое время работал кузнецом (молотобойцем), затем матером в кузнечно-заготовительном цехе Курганского завода дорожных машин. Был ударником труда, наставником молодёжи.
Иван Григорьевич Демидов умер 6 мая 1968 года. По другим данным умер 27 июня 1968 года. Похоронен в городе Кургане Курганской области.

## Награды
- Орден Славы I степени № 1060, 15 мая 1946 года[22][23]
- Орден Славы II степени № 15100, 29 марта 1945 года[24]
- Орден Славы III степени № 21542, 1 сентября 1944 года[25]
- Медали, в том числе:
  - Медаль «За победу над Германией в Великой Отечественной войне 1941-1945 гг.»
  - Медаль «За взятие Берлина»
- В 1960 году его портрет как ударника производства размещался на Доске почёта Курганского завода дорожных машин[26].

## Память
- Мемориальная доска на здании Муниципального казенного общеобразовательного учреждения «Нагорская средняя общеобразовательная школа», открыта в июне 2019 года, Курганская область, Притобольный муниципальный округ, село Нагорское, ул. Центральная, 37 — 55°09′20″ с. ш. 65°11′39″ в. д.HGЯO[27].
- Мемориальная доска на здании, где до 2015 года размещался Курганский завод дорожных машин, установлена в 2020 году[28], Курганская область, город Курган, ул. Томина 53 / ул. Урицкого, 36 — 55°26′10″ с. ш. 65°20′21″ в. д.HGЯO

## Документы
- Общедоступный электронный банк документов «Подвиг Народа в Великой Отечественной войне 1941—1945 гг.» Дата обращения: 4 августа 2014. Архивировано из оригинала 11 мая 2017 года. Номера в базе данных:

Орден Славы 2-й степени (архивный реквизит 24212325).
Орден Славы 3-й степени (архивный реквизит 43521732).
- Обобщенный банк данных «Мемориал». Архивировано 10 мая 2012 года.

ЦАМО, ф. 58, оп. 818883, д. 695.